# زكرياء فاتي
زكرياء فاتي (بالفرنسية: Zakaria Fati)‏ مواليد 6 سبتمبر 1992 في الدار البيضاء، هو لاعب كرة قدم مغربي يلعب كلاعب جناح.

## روابط خارجية
- زكرياء فاتي على موقع قاعدة بيانات كرة القدم.إي يو (الإنجليزية)
- زكرياء فاتي على موقع Soccerway.com (الإنجليزية)